# NGC 1375
NGC 1375 è una galassia lenticolare relativamente vicina e situata nella costellazione della Fornace, a una distanza di circa 31 milioni di anni luce dalla nostra Via Lattea.

## Scoperta

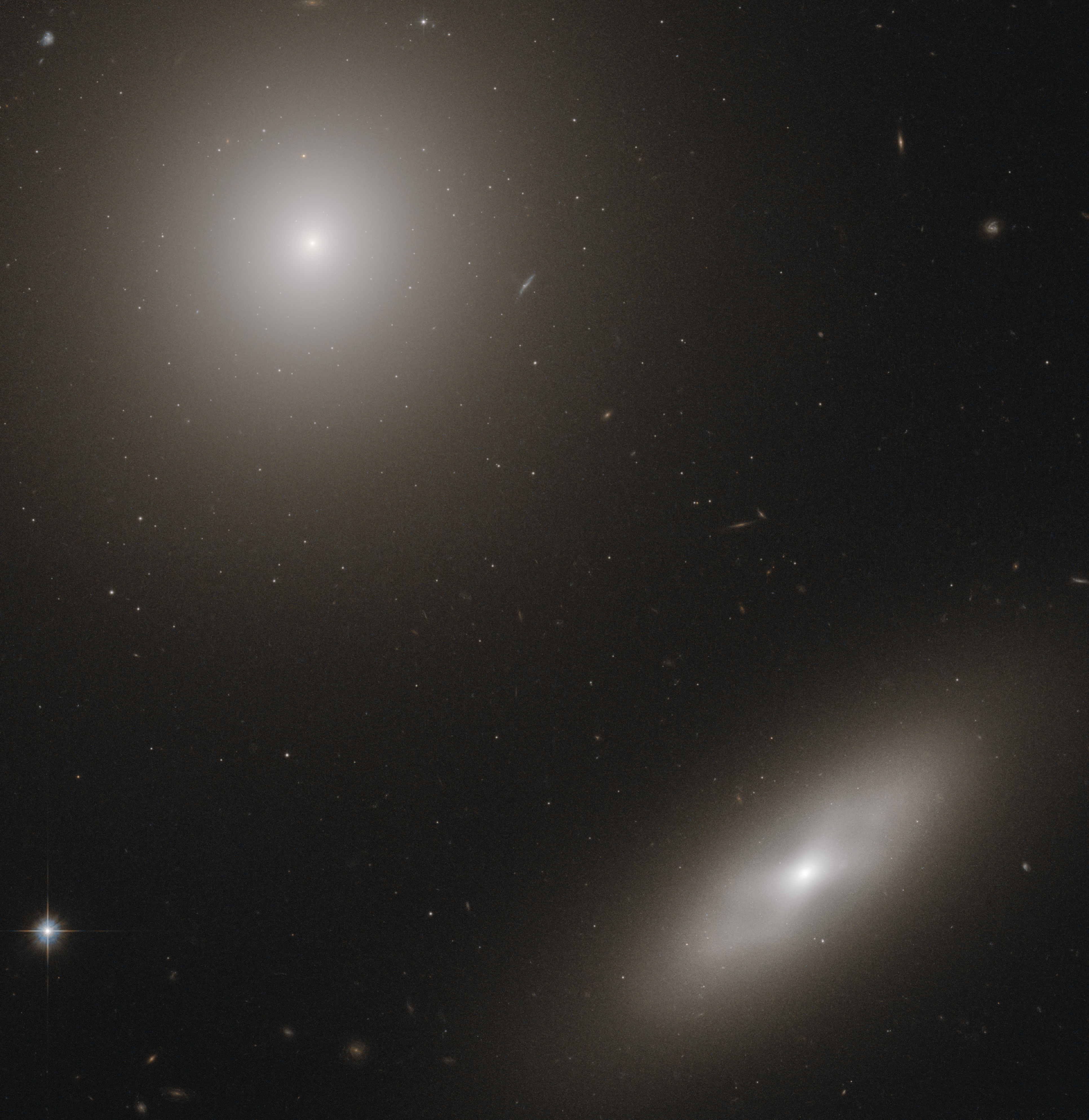
NGC 1374 (in alto a sx) e NGC 1375 (in basso a dx) riprese dal Telescopio spaziale Hubble.

La galassia è stata scoperta il 29 novembre 1837 dall'astronomo britannico John Herschel.

## Gruppo di NGC 1386
NGC 1375 fa parte del Gruppo di NGC 1386, a sua volta incluso nel più vasto Ammasso della Fornace, e che comprende almeno 7 galassie, tra cui NGC 1386, NGC 1389, NGC 1396, NGC 1326B, ESO 358-59, ESO 358-60 e PGC 13449.
La designazione FCC 148 indica che NGC 1375 viene considerata come membro dell'Ammasso della Fornace nel catalogo di Henry Ferguson.